# L'Ordine Nuovo
"Questo foglio esce per rispondere a un bisogno profondamente sentito dai gruppi socialisti di una palestra di discussioni, studi e ricerche intorno ai problemi della vita nazionale ed internazionale (...).
OCCORRE alla propaganda parolaia, che ripete stancamente, con sfiducia mal celata dalla sonorità e dall'audacia tutta esteriore delle frasi, SOSTITUIRE LA PROPAGANDA DEL PROGRAMMA SOCIALISTA, di quel complesso cioè di soluzioni ai grandi problemi sociali che solo possono conciliarsi e vivificarsi in un tutto armonico e compatto nell'ideologia socialista. VOGLIAMO che in tutta la propaganda socialista cioè si faccia seguire sempre la critica della società capitalistica, del falso ordine borghese coll'ordine nuovo comunista (...).
La borghesia e con essa l'organismo sociale rassodatosi dopo la rivoluzione francese sono esausti, nell'impossibilità di trovare in sé sia i materiali che le capacità direttive della ricostruzione (...). OCCORRE LAVORARE SU UN TERRENO NUOVO, vergine, in cui i germi dell'avvenire trovino l'humus propizio, in cui l'umanità possa rinnovarsi e risorgere; OCCORRE che una classe nuova al potere, provata duramente ma nello stesso tempo rafforzata dalla guerra, sappia per impulso proprio assumersi l'eroica impresa di portare sulle sue spalle il torbido e suggestivo domani.
In questa classe, IL PROLETARIATO, è riposto l'avvenire del mondo; tutte le speranze, tutte le possibilità. La visione profetica di Marx, che aveva annunciato ai lavoratori la loro missione, si attua ora, giorno per giorno, man mano che la borghesia si dimostra inetta a salvare l'umanità dall'incendio ch'essa stessa ha appiccato, e man mano che la vita sociale gravita sempre più attorno al suo centro naturale e stabile: il proletariato".

(Nell'immagine: La testata del primo numero (1º maggio 1919) de "L'Ordine Nuovo" diretto da Antonio Gramsci)
L'Ordine Nuovo è stata una pubblicazione a periodicità variabile fondata a Torino il 1º maggio 1919 da Antonio Gramsci ed altri intellettuali socialisti torinesi (Palmiro Togliatti, Angelo Tasca, Battista Santhià e Umberto Terracini). L'Ordine Nuovo dichiarava il suo programma di rinnovamento sociale e proletario nelle Battute di preludio scritte dallo stesso Tasca. I membri dell'Ordine Nuovo prendono il nome di ordinovisti.

## Storia

### Fondazione
L'Ordine Nuovo, la cui sede era in via dell'Arcivescovado, la stessa dell'edizione torinese dell'Avanti!, fu un giornale nato come rassegna settimanale di cultura socialista. I primi numeri, pur presentando caratteri di "disciplina permanente di cultura russa", mantenevano una composizione piuttosto antologica nelle brillanti recensioni ancora crociane e gentiliane di Togliatti per la rubrica La battaglia delle idee, negli studi che Tasca dedica ai maestri socialisti del passato come Louis Blanc e Charles Fourier, negli articoli stranieri di Romain Rolland (La via che sale) e di Henri Barbusse (Il gruppo "Clarté").
Ma presto la tematica interpretativa gramsciana della rivoluzione bolscevica in rapporto storico con lo sviluppo della società italiana produce un colpo di mano redazionale all'interno de L'Ordine Nuovo, cioè la pubblicazione, il 21 giugno 1919, dell'articolo Democrazia operaia:
Da questo momento, dal n. 7 del 21 giugno 1919, L'Ordine Nuovo diventa "il giornale dei consigli di fabbrica". In pochi mesi l'idea-forza dei consigli di fabbrica si allarga e si realizza in decine di stabilimenti metallurgici, dalla FIAT alla Diatto, dalla Savigliano alla Lancia.
Gli articoli de "L'Ordine Nuovo" prendono atto dell'avvenimento suscitando dibattiti in tutto il movimento operaio, politico e sindacale, nonostante le opposizioni di riformisti e di massimalisti.
La piattaforma rivoluzionaria de L'Ordine Nuovo opera il proprio collaudo nel 1920. Le posizioni de L'Ordine Nuovo ebbero l'approvazione di Lenin e nello scontro interno al PSI si avvicinò all'ala astensionista guidata da Amadeo Bordiga, che auspicava la costituzione di una sezione italiana dell'Internazionale Comunista.
A Torino gli industriali nel corso delle trattative per il rinnovo del contratto di lavoro rifiutano la richiesta degli aumenti salariali e, allo sciopero bianco degli operai rispondono con la serrata. I metallurgici reagiscono occupando le fabbriche nel triangolo industriale Torino-Milano-Genova. Il movimento d'occupazione viene tenuto nei limiti delle officine e fallisce.
Gli ordinovisti Gramsci, Togliatti e Terracini conducono un'intensa campagna che culmina a Livorno il 21 gennaio 1921 con la fondazione del Partito Comunista d'Italia. In quei mesi Gramsci era segretario di redazione e Terracini gerente responsabile.

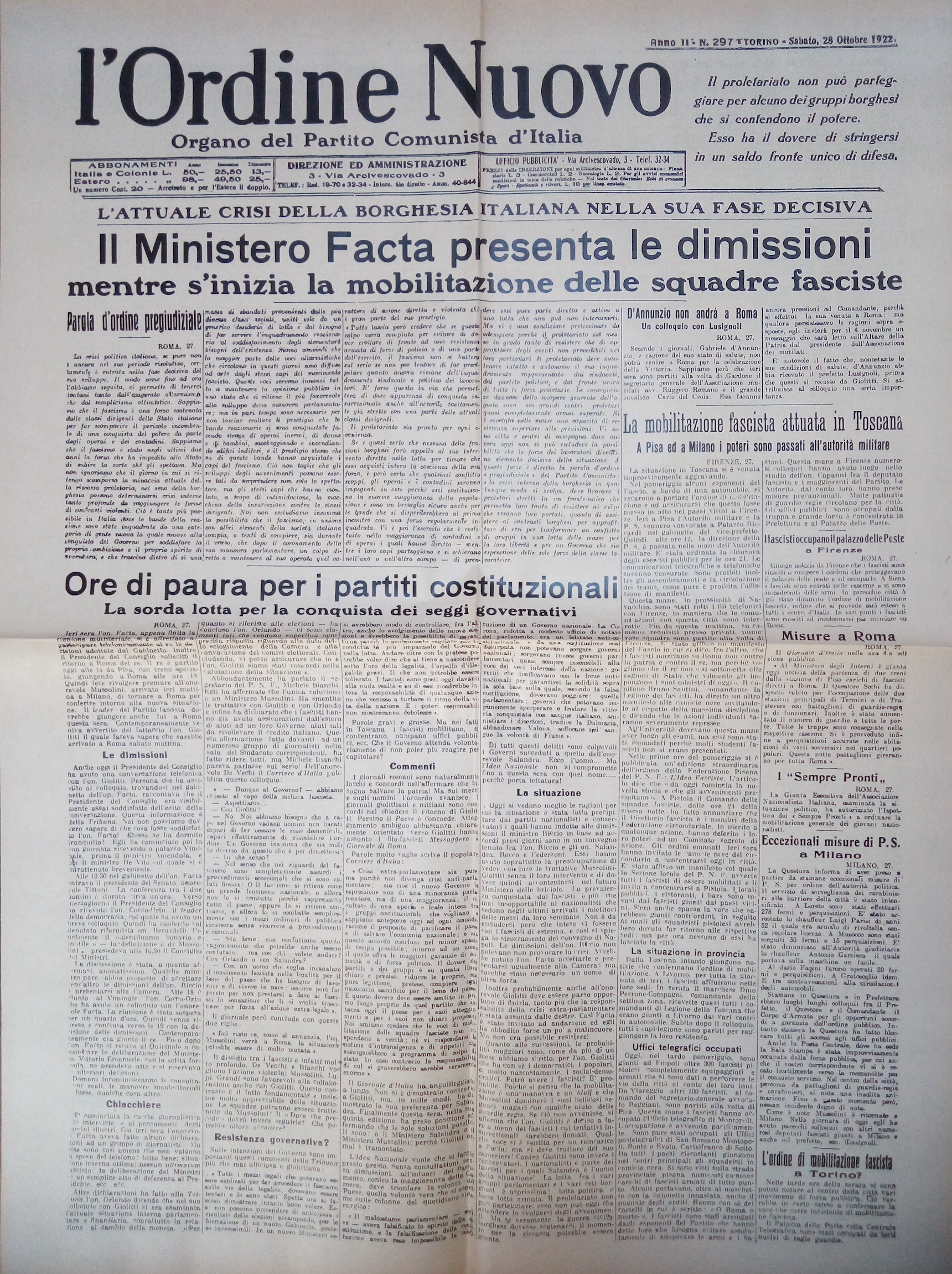
Prima pagina dell'Ordine Nuovo il 28 ottobre 1922

### Quotidiano del P.C.d'I.
Cessate le pubblicazioni come rivista il 24 dicembre 1920, L'Ordine Nuovo diventa il 1º gennaio 1921 quotidiano; del settimanale fondato nel 1919 conserva solamente la testata, mentre la struttura organizzativa impiegata da Gramsci è la stessa che aveva preso forma nella redazione dell'edizione piemontese dell'Avanti!. Il 21 gennaio, con la formazione del Partito Comunista d'Italia a Livorno, il giornale assume la dizione "quotidiano del Partito comunista", e dal 16 ottobre dello stesso anno "organo del Partito comunista", «secondo la linea tracciata dal Congresso dell'Internazionale e secondo la tradizione della classe operaia torinese». Il 25 novembre 1922 sospende le pubblicazioni. Nel febbraio 1924 Gramsci fonda il quotidiano L'Unità.
L'Ordine Nuovo riprende le pubblicazioni, con una nuova serie, il 1º marzo 1924 a Roma, come rassegna di politica e di cultura operaia, con Ruggero Grieco gerente responsabile e successivamente Felice Platone, pubblicando, sebbene formalmente a periodicità quindicinale, in modo discontinuo gli ultimi otto numeri fino al marzo 1925.
Nel 1961 in un numero del Calendario del Popolo dove viene data una valutazione e contestualizzata l'esperienza a posteriori, si legge che L'Ordine Nuovo «rappresentò, nei suoi due anni di vita, l'espressione più efficiente ed avanzata della nuova cultura italiana, e, allo stesso tempo, fu strumento e voce del movimento operaio torinese, il più rivoluzionario d'Italia».